# John Harper Long
John Harper Long (* 26. Dezember 1856 in Steubenville/Ohio; † 14. Juni 1918 in Evanston/Illinois) war ein US-amerikanischer Chemiker.
Long studierte an der University of Kansas (B.S. 1877). Er setzte seine Studien in Tübingen (Dr. rer. nat. 1879), Breslau und Würzburg fort. 1880 wurde er Dozent an der Wesleyan University, im Folgejahr Professor für Chemie an der Northwestern University. 1913 wurde er Dekan der School of Pharmacology der Universität.
1883 wurde Long Direktor für chemische Untersuchungen des Illinois State Board of Health. Außerdem wirkte er als wissenschaftlicher Berater des U. S. Department of Agriculture, Mitglied der Revisionskommission der U. S. Pharmacopoeia und des Rates für Pharmakologie und Chemie der American Medical Association. Er war Mitglied der Deutschen Chemischen Gesellschaft der Society of Biological Chemists, der Washington Academy of Science und der American Association for the Advancement of Science, deren Präsident er 1901 wurde; außerdem war er seit 1903 Präsident der American Chemical Society.
Long arbeitete auf dem Gebiet der analytischen, organischen und physiologischen Chemie sowie über Diffusionsvorgänge und elektrische Leitfähigkeit von Salzlösungen. Er verfasste ein Lehrbuch der Physiologischen Chemie.
John Harper Long heiratete 1885 seine ehemalige Studentin Catherine Bell Stoneman, mit der er fünf Kinder hatte, darunter der spätere Biochemiker und Pathologe Esmond R. Long.